# KZ-Außenlager Fünfteichen
Das KZ-Außenlager Fünfteichen war das größte Außenlager des KZ Groß-Rosen und existierte vom 1. Oktober 1943 bis zum 23. Januar 1945 in Fünfteichen (heute Miłoszyce) bei Breslau in Niederschlesien. Im Lager waren Anfang 1945 zwischen 6.000 und 7.000 männliche Zwangsarbeiter verschiedener Nationalitäten inhaftiert. Vor der vorrückenden Roten Armee wurden die Gefangenen von der Lager-SS in einem sogenannten „Todesmarsch“ im Januar 1945 deportiert, dabei wurden etwa 1.000 Inhaftierte ermordet. Die Gesamtzahl der Todesopfer wird auf 2.000 geschätzt.

## Geschichte des Lagers

### Entstehung und Belegung

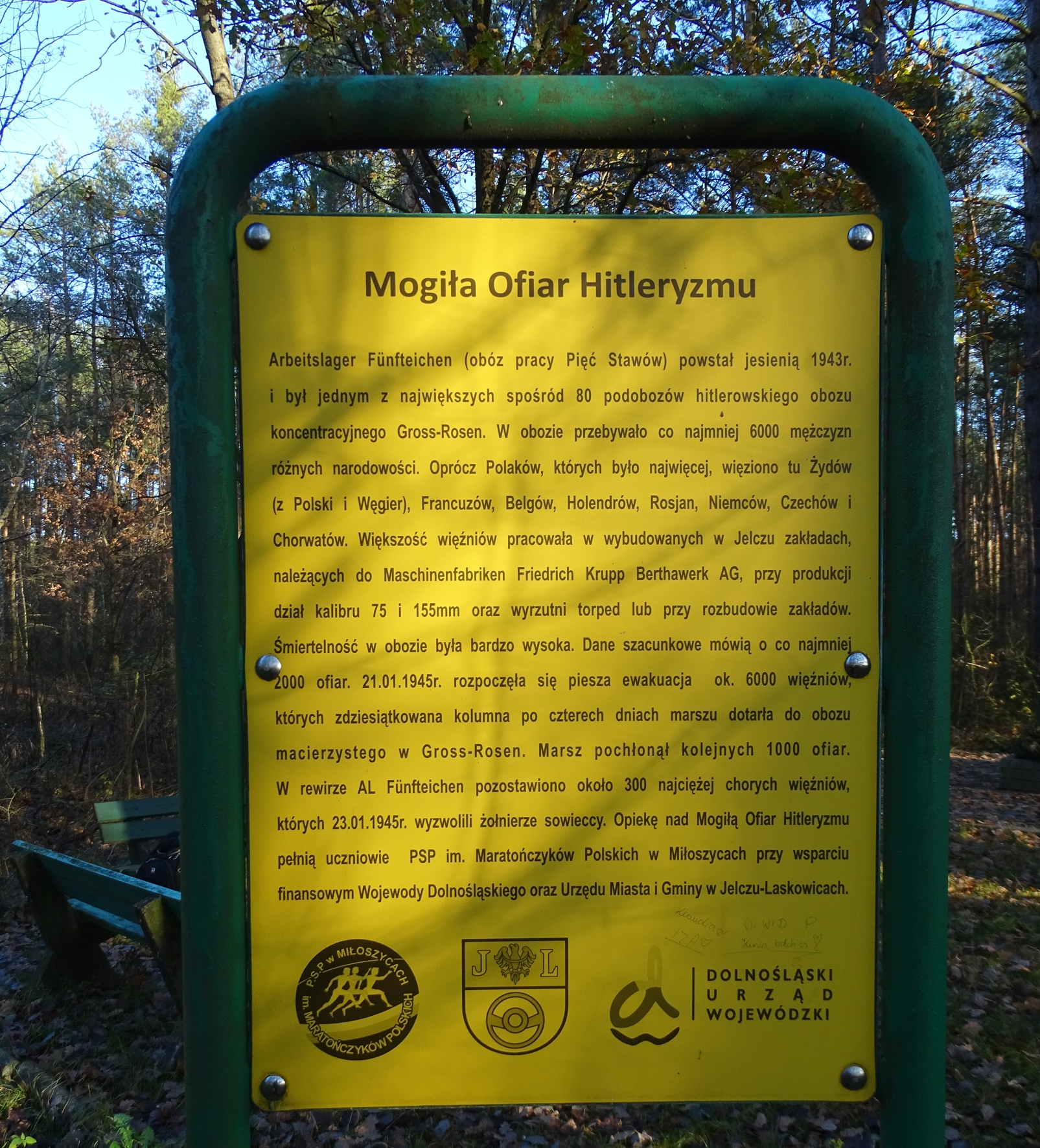
Informationstafel zum Außenlager in Miloszyce

Die Gründung eines Außenlagers in Fünfteichen ging auf eine Initiative der Friedrich Krupp Berthawerk AG zurück, an diesem Standort ein weiteres Rüstungswerk für Zwangsarbeiter zu errichten. Der Bau der Werksgebäude begann Anfang 1942 und die Produktion Anfang 1943. Krupp bezahlte den Häftlingslohn monatlich an die SS, der Groß-Rosen unterstellt war und die ihre Wachen im Lager unterhielt. Ab August 1943 wurde das Lager hauptsächlich von jüdischen Häftlingen aus dem Arbeitslager Markstädt (Laskowice Oławskie) erweitert. Ende September oder Anfang Oktober 1943 trafen beim ersten großen Gefangenentransport etwa 600 polnischen Juden aus dem KZ Auschwitz ein, weitere Häftlingstransporte kamen in den folgenden Monaten im Lager an. Am 2. Februar 1944 befanden sich etwa 1.200 Häftlinge im Lager.

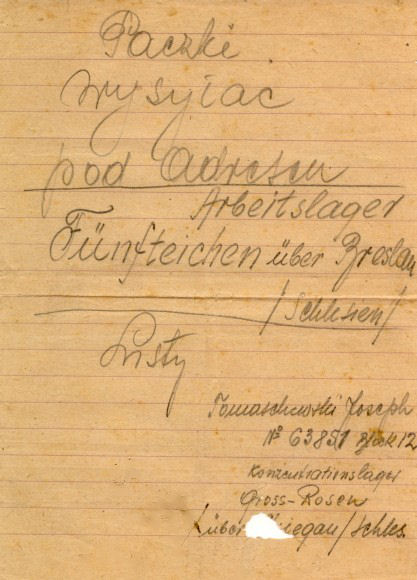
Auszug aus einem Häftlingsbrief Ende 1944 mit der Adresse des Lagers in Fünfteichen; Absender: Józef Tomaszewski, geb. 1923, aus Łódź, im KZ Groß-Rosen Nr. 63851, Block 12.

Anfangs stellten Juden die Mehrheit, doch ab dem zweiten Quartal 1944 kamen viele Transporte aus Gefängnissen in ganz Polen, darunter etwa 200 Männer, die nach der Niederschlagung des Warschauer Aufstands nach Groß-Rosen geschickt worden waren. Dokumente deuten darauf hin, dass auch Transporte jüdischer Gefangener das Lager verließen. So wurden im August 1944 314 Häftlinge nach Auschwitz deportiert, 403 Gefangene wurden in das KZ-Außenlager Görlitz von Groß-Rosen verlegt. Obwohl Ende Mai oder Anfang Juni 1944 ein Transport von etwa 500 ungarischen Juden aus Auschwitz eintraf, ging die Zahl der jüdischen Häftlinge Ende 1944 deutlich zurück und die polnischen Inhaftierten waren in der Mehrheit. Die Gesamtzahl der Häftlinge wird auf mindestens 7.000 geschätzt, neben den polnischen Gefangenen waren auch Franzosen, Belgier, Holländer, Tschechen, Russen und Kroaten inhaftiert. Am Ende seines Bestehens wurde das Lager von über 400 SS-Männern und 30 Blockaufsehern bewacht.

### Lagergelände und Haftbedingungen
Das Lager befand sich auf einer Fläche von 42 ha an der Eisenbahnlinie nach Wrocław Główny. Entlang der Gleise bei Jelcz gab es eine Reihe von sechs Wachbunkern. Um sie herum wechselten sich in regelmäßigen Abständen hölzerne Wachtürme und betonierte Wachbunker ab, in die die SS-Wachmannschaft bei Luftangriffen in Deckung ging. Das Lager war von zwei Reihen Maschendrahtzäunen umgeben. Der innere Zaun stand unter Hochspannung. Von innen wurde der Zaun mit Drahtgeflechten verstärkt und von außen Tarnmatten aufgehängt. Das Lager hatte zwei Tore: eine Haupttor und ein Tor, durch das die Häftlinge zur Arbeit gingen. Zwischen den Toren befanden sich Wachhäuschen, zwei Wohnblöcke für die SS-Wachen und ein größerer Wohnblock für den Lagerkommandanten Otto Stoppel.
Nach Abschluss der Erweiterung gab es im Lager 32 einstöckige Holzbaracken für jeweils 200 Inhaftierte. Jede Baracke war 40 Meter lang und 8 Meter breit. Fünf Baracken dienten als Waschraum, fünf Baracken als Krankenstation. Die meisten Häftlinge arbeiteten für die Krupp-Fabrik in zwei 12-Stunden-Schichten und stellten 75-mm- und 150-mm-Kanonen sowie Torpedo-Trägerraketen her. Die Inhaftierten mussten die etwa drei Kilometer lange Strecke zu Fuß über eine unbefestigte Straße zurücklegen, die mit Stacheldraht auf beiden Seiten gesichert war, sie wurden von SS-Männern mit Hunden begleitet. Die Sterberate war hoch, die Schätzungen reichen von 30 bis zu 200 pro Woche. Erste Pläne sahen ein Personal von etwa 60 bis 100 SS-Wachen vor, Ende 1944 waren es zwischen 400 und 500 Bewacher.
Fluchtversuche wurden oft häufiger aus der Fabrik als aus dem Lager selbst unternommen. Fluchten aus der Fabrik traten vor allem in der Nachtschicht oder am Abend auf, als die Tagschicht die Arbeit beendeten. Die Inhaftierten nutzten auch die Ankündigungen von Luftangriffen, weil dann die Lichter in und um die Fabrik abgeschaltet wurden und die Chance auf Erfolg stieg. Viele erfolgreich geflüchtete Gefangene nutzten die nahegelegenen Bahnlinien als Orientierung. Die bei einem Fluchtversuch erschossen Häftlinge wurden auf dem Versammlungsplatz als Warnung öffentlich zur Schau gestellt, meist mit einem Schild auf der Brust mit den zynischen Worten: „Ich bin wieder da“ oder „Ich bin zurück“ oder „Ich bin zurück von meiner Reise“. Häftlinge, die bei der Flucht gefangen genommen wurden, mussten ein ähnliches Schild tragen. Die Strafe für einen Fluchtversuch war in der Regel der Tod, am häufigsten durch Erhängen. Hinrichtungen wurden entweder vor Ort im Unterlager oder im Hauptlager durchgeführt. In einzelnen Fällen wurden die Inhaftierten ausgepeitscht.
Misshandlungen durch die SS-Männer im Lager, aber auch während der Arbeit, waren an der Tagesordnung. Jeder Gefangene, der seine Arbeitsstelle ohne Erlaubnis verließ, mit einem Mitgefangenen sprach oder müde wurde und sich einen Moment hinsetzte, wurde geschlagen, oftmals geschah dies auch willkürlich und führte des Öfteren zum Tode. Viele Inhaftierte ertrugen die Lagerbedingungen nicht und begingen Selbstmord. Die häufigste Form des Selbstmords hieß „zur Stelle gehen“, das heißt, der Häftling näherte sich absichtlich dem Lagerzaun und wurde dabei von einem Wachmann erschossen. In der Fabrik gab es auch Fälle von Suizid durch Erhängen.

### Räumung, Todesmarsch und Befreiung

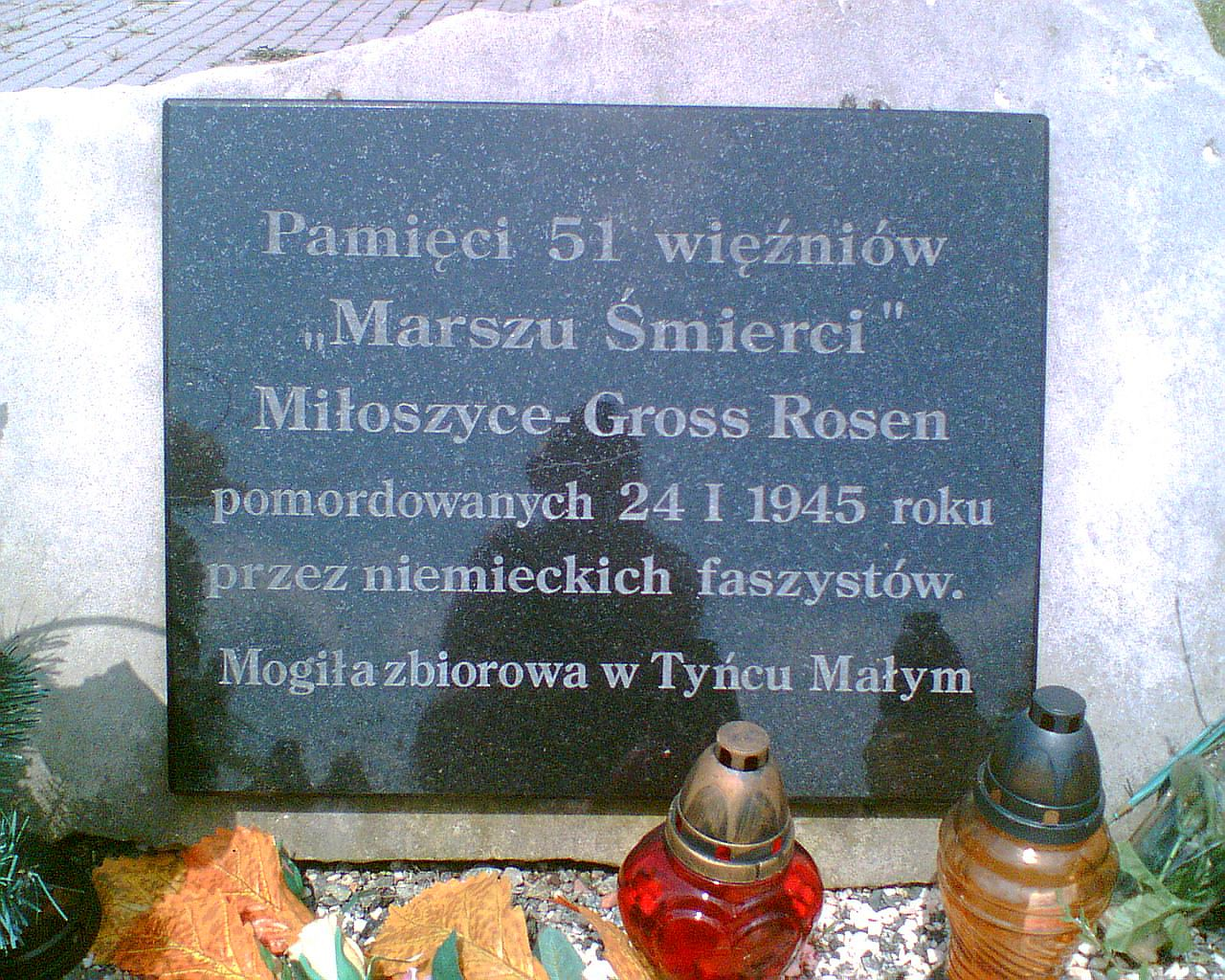
Gedenktafel im Ort Tyniec Mały zum Gedenken an die ermordeten Opfer des Todesmarsches

Die Räumung des Lagers vor der vorrückenden Roten Armee begann am 21. Januar 1945. Etwa 6.000 Häftlinge mussten in einem Todesmarsch in das Hauptlager Groß-Rosen marschieren, bewacht von SS-Männern. Bei der Unterkunft oder Zwischenstopps in den Dörfern Tyniec Mały (Tinz), Strzeganowice (Fuchshübel), Kąty Wrocławskie (Kant), Piotrowice (Groß Peterwitz) und Wichrów wurden zahlreiche Inhaftierte ermordet, die Erschöpften oft auch lebendig begraben. Insgesamt fanden während des Todesmarsches etwa 1.000 Menschen den Tod. Der Marsch erreichte das Hauptlager bei Temperaturen von −20 °C nach vier Tagen. Die Inhaftierten blieben dort einige Tage und wurden anschließend in verschiedenen Deportationszügen in die Konzentrationslager Buchenwald, Flossenbürg, Dachau, Mittelbau-Dora und vor allem Mauthausen verbracht.
Etwa 300 kranke Häftlinge mussten ohne medizinische Versorgung und Nahrung im Lagerkrankenhaus verbleiben. Die während dieser Zeit verstorbenen Häftlinge begrub man in einem Massengrab in der Nähe des Lagers. Das Wachpersonal verließ das Lager ebenfalls und wurde durch Mitglieder des Volkssturms ersetzt, die am 23. Januar 1945 ebenfalls flüchteten. Etwa um 11 Uhr des gleichen Tages erreichten Soldaten der sowjetischen Armee das Lager, wahrscheinlich eine Abteilung des 78. Schützenkorps der 52. Armee, und befreiten es. Nach der Befreiung gab es aus Rache eine Reihe von Lynchmorden durch die Inhaftierten an ihren ehemaligen Bewachern. Das Lager wurde später von der sowjetischen Armee in ein Lager für deutsche Kriegsgefangene umgewandelt und existierte bis 1948.

## Das Lagergelände heute

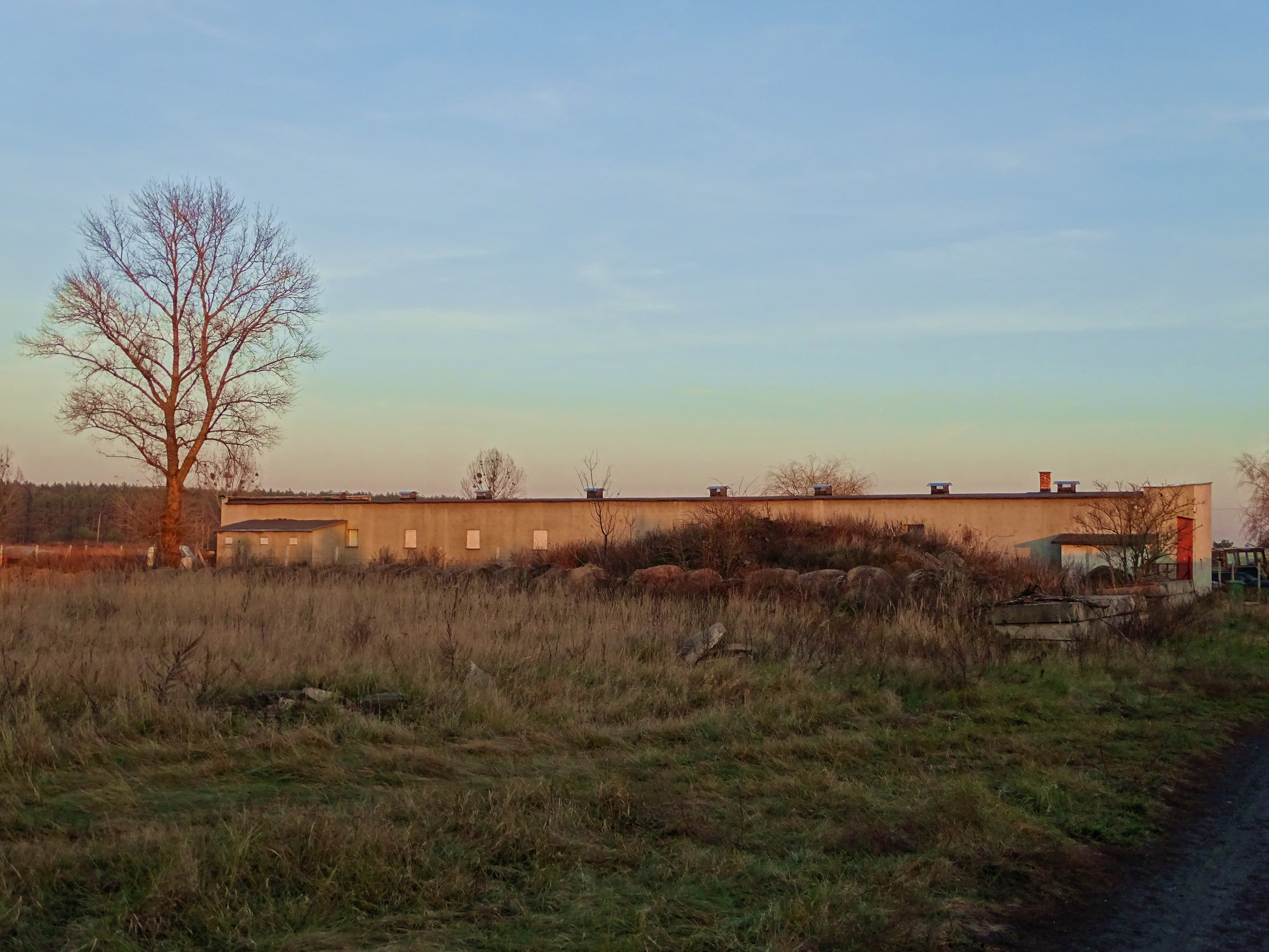
Ehemalige Backsteinbaracke der SS-Wachmänner

Vom ehemaligen Lager gibt es nur sehr wenige Überreste. Der Block des Lagerkommandanten an den Bahngleisen wurde zu Wohnungen umgebaut, ebenso die Reste der SS-Baracken. Auf den umliegenden Feldern existieren einige wenige Ruinen von Stahlbetonbunkern. Sechs Barackenruinen existieren noch, die siebte wurde in den späten 1950er Jahren durch einen Blindgänger gesprengt, sowie kaum sichtbare Ruinen der Lagerküche. In der Nähe des Lagers gibt es einen wahrscheinlich 1945 errichteten Friedhof, in dem ermordete Gefangene neben von sowjetischen Soldaten erschossenen den SS-Männern begraben wurden. Vor dem Lagergelände selbst wurde ein großes Granitkreuz und ein Gußstahlschild errichtet, das den ermordeten Häftlingen gewidmet ist.

## Bekannte Inhaftierte
- Ernst Israel Bornstein (1922–1978), Arzt
- Shlomo Graber (geb. 1926), Schriftsteller, Kunstmaler
- Shlomo Selinger (geb. 1928), israelisch-französischer Bildhauer.
- Otto Schwerdt (1923–2007), Vorsitzender der Israelitischen Kultusgemeinde in Regensburg